# Sun386i
Sun386i (кодовое имя Roadrunner) — гибрид юниксовой рабочей станции и PC-совместимой системы, представленный Sun Microsystems в 1988. Эти машины использовали микропроцессор Intel 80386, но имели много общего с современными им системами серии Sun-3.

## Аппаратное обеспечение
В отличие от моделей Sun-3, Sun386i имели PC-подобную материнскую плату. Было выпущено две разновидности: Sun386i/150 и Sun386i/250 на процессорах с частотами 20 и 25 МГц соответственно. Материнская плата включала CPU, 80387 FPU, MMU.
С системами 386i использовалась клавиатура Sun Type 4, гибрид ранней Type 3 и PC/AT. Она в дальнейшем использовалась в линейке рабочих станций SPARCstation.

## Программное обеспечение
На архитектуру 386 была портирована SunOS версий 4.0, 4.0.1 и 4.0.2. Существовала также бэта-версия SunOS 4.0.3 для 386i, но она не была выпущена. В SunOS включался SunView GUI и MS-DOS эмулятор VP/ix. Эмулятор работал в виде отдельного процесса в SunOS и позволял одновременно запускать несколько сессий MS-DOS, что стало причиной популярности Sun386i.

## Sun486i
Была разработана усовершенствованная модель Sun486i (кодовое имя Apache) с процессором 80486 25 МГц и улучшенным интерфейсом SCSI. Небольшое количество этих систем было произведено, но выпуск был отменён в 1990.